# Liste der Kulturgüter in Tolochenaz
Die Liste der Kulturgüter in Tolochenaz enthält alle Objekte in der Gemeinde Tolochenaz im Kanton Waadt, die gemäss der Haager Konvention zum Schutz von Kulturgut bei bewaffneten Konflikten, dem Bundesgesetz vom 20. Juni 2014 über den Schutz der Kulturgüter bei bewaffneten Konflikten sowie der Verordnung vom 29. Oktober 2014 über den Schutz der Kulturgüter bei bewaffneten Konflikten unter Schutz stehen.
Objekte der Kategorie A sind im Gemeindegebiet nicht ausgewiesen, Objekte der Kategorie B sind vollständig in der Liste enthalten, Objekte der Kategorie C fehlen zurzeit (Stand: 13. Oktober 2021).

## Kulturgüter
| Foto |                                           | Objekt | Kat. | Typ | Standort                        | Beschreibung                                                           |
| ---- | ----------------------------------------- | --- | ---- | --- | ------------------------------- | ---------------------------------------------------------------------- |
| ja   | Datei hochladen · Wikidata zu (Q29891544) | Brücke über den Boiron / Pont sur le Boiron KGS-Nr.: 6498                                                                                           | B    | G   | Route de Morges 526206 / 149703 | Objekt liegt hälftig auf dem Gemeindegebiet von Lully (KGS-Nr. 17460). |
| BW   | Datei hochladen · Wikidata zu (Q29891542) | Römischer Meilenstein und Säule des ehemaligen Galgens von Morges / Colonne milliaire romaine et colonne de l’ancien gibet de Morges KGS-Nr.: 14747 | B    | F   | Route de Morges 526510 / 149918 |                                                                        |